# Црква Св. Петра и Павла у Јелакцима
Црква Св. Петра и Павла налази се у насељеном месту Јелакци у општини Александровац. Претпоставља се да је саграђена у првим деценијама 19. века, припада епархији крушевачкој и уврштена је у споменик културе Србије од изузетног значаја 1983. године.

## Опште информације
Изграђена је у првим деценијама 19. века, а налази се недалеко до ушћа планинког потока у реку Јошаницу. Након археолошких истраживања мањег обима утврђено је да постоји старији културни слој испод коте дна темеља постојеће цркве.
Црква је у основи једнобродна грађевине и има полукружни апсид на истоку. Унутар цркве је пиластрима подељен на четири дела, а они носе прислоњене лукове изнад који се уздиже полуобличасти свод. Црквени кров је двосливан и покривен ћерамидом. Посебан значај у цркви има под који је изграђен од надгробних плоча студентичког типа, чијом је детаљном анализом утврђена стилска и хронолошка разноликост, а најстарији примерци потичу још из средњег века. Омалтерисане фасаде прате фризови аркадица, а њих прати кровни венац. Унутар храма налази се иконостас од 26 сликаних икона које су настале током 18. и 19. века од стране више аутора. Посебно су значајне царске двери на којима се потписао слика Симеон Лазовић.
Недалеко од цркве налази се музеј „Старо село” који је формиран 1980. године, а састоји се од две окућнице и више превредних и јавних објеката.
Надгробни споменици потичу са некрополе која се развијала око цркве. Конзерваторски и санациони радови на цркви, скидање наноса у порти и изградња потпорног зида са источне стране започети су 1985. а завршени 1989. године.